# Шевийяр, Эрик
Эрик Шевийяр (фр. Éric Chevillard; род. 18 июня 1964, Ла-Рош-сюр-Йон) — современный французский писатель-авангардист.
Наряду с другими известными французскими авторами современности — такими, как Жан Эшеноз, Жан Руо, Франсуа Бон и Жан-Филипп Туссен — Эрик Шевийяр начинает печатать свои первые произведения в авангардистском издательстве «Минюи» (Les éditions de Minuit) Жерома Лендона.
Наибольшую известность получили его романы «Краба видная туманность» (La Nébuleuse du crabe, 1993) и «Призрак» (Un fantôme, 1995), объединённые одним главным героем. За первый из них автору была присуждена премия Фенеона. Произведениям Э. Шевийяра присущи занимательность сюжетной композиции, лёгкая ирония и великолепный юмор, в то же время являющиеся ширмой, скрывающей глубоко философский взгляд автора на многие проблемные вопросы современности и бытия.

## Сочинения
- Mourir m’enrhume, Minuit, 1987
- Le Démarcheur, Minuit, 1989
- Palafox, Minuit, 1990
- Le Caoutchouc décidément, Minuit, 1992
- La Nébuleuse du crabe, Minuit, 1993 (премия Fénéon)
- Préhistoire, Minuit, 1994
- Un fantôme, Minuit, 1995
- Au plafond, Minuit, 1997
- L'Œuvre posthume de Thomas Pilaster, Minuit, 1999
- Les Absences du capitaine Cook, Minuit, 2001
- Du hérisson, Minuit, 2002
- Le Vaillant petit tailleur, Minuit, 2004 (премия Wepler)
- Scalps, Fata Morgana, 2005
- Oreille rouge, Minuit, 2005
- D’attaque, Argol, 2006
- Démolir Nisard, Minuit, 2006 (премия Roger Caillois)
- Commentaire autorisé sur l'état de squelette, Fata Morgana, 2007
- Sans l’orang-outan, Minuit, 2007
- Dans la zone d’activité, graphisme par Fanette Mellier, Dissonances, 2007
- Ailes, Fata Morgana, illustrations d’Alain Ghertman, 2007 (премия Jean Lurçat)
- L’Autofictif — Journal 2007—2008, L’Arbre Vengeur, 2009
- En territoire Cheyenne, Fata Morgana, illustrations de Philippe Favier, 2009
- La vérité sur le salaire des cadres, Le Cadran ligné, 2009 («livre en un seul poème»)
- Choir, Minuit, 2010
- L’Autofictif voit une loutre — Journal 2008—2009, L’Arbre vengeur, 2010
- Dino Egger, Minuit, 2011
- L’Autofictif père et fils — Journal 2009—2010, L’Arbre vengeur, 2011
- Iguanes et Moines, Fata Morgana, 2011
- L’auteur et moi, Minuit, 2012
- La Ménagerie d’Agathe, ill. de Frédéric Rébéna, Actes Sud, 2013